# José Donoso
José Donoso Yáñez (ur. 5 października 1924 w Santiago, zm. 7 grudnia 1996 tamże) – chilijski pisarz, współtwórca boomu na literaturę iberoamerykańską.

## Zarys biografii
Donoso studiował w Chile, ale także na amerykańskim Uniwersytecie Princeton. Przez wiele lat mieszkał w Meksyku oraz Hiszpanii, był krytykiem reżimu Augusto Pinocheta.
Donoso, pochodzący z mieszczańskiej rodziny, w swoich powieściach łączył realistyczne opisy chilijskiej klasy średniej (do tej warstwy społecznej należą choćby bohaterowie Tej niedzieli) z elementami niesamowitymi. Jego naznaczone pesymizmem utwory są wiarygodne psychologicznie, mimo iż pisarz przy konstruowaniu ich fabuły nie unikał groteskowych chwytów narracyjnych. Główną postacią minipowieści Miejsca bez granic jest mieszkający w domu publicznym na prowincji transwestyta, z tej perspektywy obserwujący codzienne życie niewielkiego miasteczka i jego elity.
Najwyżej cenionym i jednocześnie najbardziej kontrowersyjnym dziełem Donoso jest Plugawy ptak nocy, powieść rozgrywająca się w podupadłym domu starców, zamieszkanym przez szereg dziwacznych postaci. W wykreowanym przez autora świecie legendy i mity pełnią równie ważną funkcję co oficjalne prawa, a czas ulega zapętleniu. Plugawy ptak nocy ugruntował mocną pozycję Donoso w literaturze Ameryki Południowej, a sama powieść jest uznawana za czołowe osiągnięcie realizmu magicznego.
Donoso jest także autorem eseistycznej autobiografii Moja osobista historia boomu. Na podstawie prozy Chilijczyka jego rodak Silvio Caiozzi realizuje filmy – pisarz był współautorem scenariusza jednego z nich.

## Dzieła wybrane
- Ta niedziela (Este domingo, 1966)
- Miejsce bez granic (El lugar sin límites, 1966)
- Plugawy ptak nocy (El obsceno pájaro de la noche, 1970)
- Moja osobista historia boomu (Historia personal del boom, 1972)
- Ogród tuż obok (El jardín de al lado, 1981)